# Saison 3 de Smallville
Chronologie
Saison 2 Saison 4
Cet article présente les épisodes de la troisième saison de la série télévisée Smallville.

## Distribution
- Tom Welling (VF : Tony Marot) : Clark Kent
- Kristin Kreuk (VF : Laura Blanc) : Lana Lang
- Michael Rosenbaum (VF : Damien Ferrette) : Lex Luthor
- Sam Jones III (VF : Alexis Tomassian) : Pete Ross (17 épisodes)
- Allison Mack (VF : Edwige Lemoine) : Chloe Sullivan (20 épisodes)
- John Glover (VF : Pierre Dourlens) : Lionel Luthor (16 épisodes)
- Annette O'Toole (VF : Brigitte Virtudes) : Martha Kent
- John Schneider (VF : Patrick Béthune) : Jonathan Kent (20 épisodes)

## Acteurs récurrents
- Camille Mitchell (en) (VF : Jocelyne Darche) : Nancy Adams (11 épisodes)
- Ian Somerhalder (VF : Jérôme Pauwels) : Adam Knight (7 épisodes)
- Françoise Yip (VF : Ivana Coppola) : Dr Lia Teng (5 épisodes)
- Gary Hudson (en) (VF : José Luccioni (acteur)) : Frank Loder (4 épisodes)
- Lorena Gale (VF : Pascale Vital) : Dr Claire Foster (3 épisodes)
- Rutger Hauer (VF : Hervé Bellon) : Morgan Edge (2 épisodes)
- Terence Stamp (VF : Michel Ruhl) : Voix de Jor-El (2 épisodes)
- Emmanuelle Vaugier (VF : Vanina Pradier) : Helen Bryce (2 épisodes)
- Robert Wisden (VF : Mathieu Buscatto) : Gabe Sullivan (1 épisode)
- Sarah Carter (VF : Laura Préjean) : Alicia Baker (1 épisode)
- Jill Teed (VF : Josiane Pinson) : Capitaine Maggie Sawyer (1 épisode)
- Christopher Reeve (VF : Patrick Borg) : Dr Virgil Swann (1 épisode)
- Adrianne Palicki (VF : Caroline Lallau) : Kara-El (1 épisode)

## Épisodes

### Épisode 1:Le Sang des héritiers -1repartie
- États-Unis /  Canada : 1er octobre 2003[1] / Citytv[2]
- France : 17 avril 2004 sur M6

- États-Unis : 6,8 millions de téléspectateurs
- France : 3,72 millions de téléspectateurs

- Rutger Hauer (VF : Hervé Bellon) (Morgan Edge)
- Emmanuelle Vaugier (Dr Helen Bryce)
- Ryan Robbins (VF : Stéphane Ronchewski) (Louis Leery Jr)

Trois mois se sont écoulés depuis la fuite de Clark et l'accident de Lex. Sous l'influence de la Kryptonite rouge Clark vit une vie de luxe à Metropolis en cambriolant des banques et en passant ses soirées en boite. Chloé a découvert où il vit mais celui-ci l'empêche de prévenir quiconque. Lex est échoué sur une île déserte et tout le monde le croit mort et enterré, Helen de son côté profite de la fortune de Lex pour mener une vie de château. Lana finit par apprendre où se trouve Clark par Chloé, elle part le rejoindre à Metropolis mais aperçoit très vite son comportement, elle appelle alors les parents de Clark pour les prévenir de la situation.
- Morgan Edge, dans les comics books, est le patron de réseaux chaînes de télévision (et le patron de Clark dans les comics des années 70 jusqu'au milieu des années 80 avant le reboot, puis à nouveau aujourd'hui après avoir racheté le Planet dans le nouveau reboot des comics).
- C'est aussi, avec Bruno Manheim, l'un des chefs de l'organisation criminelle Intergang.
- Rutger Hauer jouera deux ans plus tard dans "Batman Begins".

### Épisode 2:Le Sang des héritiers -2epartie
- États-Unis : 8 octobre 2003
- France : 17 avril 2004 sur M6

- États-Unis : 6,7 millions de téléspectateurs
- France : 3,72 millions de téléspectateurs

- Rutger Hauer (VF : Hervé Bellon) (Morgan Edge)
- Emmanuelle Vaugier (Dr Helen Bryce)

### Épisode 3:Le Justicier
- États-Unis : 15 octobre 2003
- France : 24 avril 2004 sur M6

- Jesse Metcalfe (VF : Adrien Antoine) (Van MacNulty)
- Camille Mitchell (Shérif Nancy Adams)

Lana se fait agresser, et est sauvée par un mystérieux tireur qui laisse derrière lui une météorite verte avec l'inscription "monstre". Clark et Chloé enquêtent. Ils découvrent bientôt que d'autres meurtres similaires ont eu lieu et que les victimes auraient toutes été affectées par la pluie de météorites. Leurs soupçons se tournent vers un camarade d'école, Van McNulty, dont le père a été tué par Tina.
Clark découvre son repaire où il apprend que Lex est sa prochaine victime, il court alors à Metropolis pour le sauver. Il attrape la balle avant qu'elle ne tue Lex, mais Van le remarque et déduit que Clark aussi a des pouvoirs, et que la kryptonite est son point faible. Il fabrique alors toute la nuit des balles de kryptonite, puis abat Clark devant son père. Heureusement ses parents arrivent à retirer la balle avant que Clark ne meure. Van retourne voir Lana et lui avoue qu'il l'a sauvée, mais celle-ci appelle chez Clark après que Van lui a dit l'avoir abattu. Clark part alors la sauver, Van lui tire une nouvelle fois dessus mais sans effet, Lana en profite pour le mettre à terre, Clark lui montre ensuite qu'il a mis une plaque de plomb pour se protéger des balles.
- En VF, Adrien Antoine double Van McNulty, qui déteste les surhumains. Par la suite, le comédien fera la VF de beaucoup de super-héros, dont plusieurs adaptations de... Superman.

### Épisode 4:Prisonnier de ses rêves
- États-Unis : 22 octobre 2003
- France : 24 avril 2004 sur M6

- Christopher Shyer (VF : Serge Faliu) (Nicholas Conroy)
- Katharine Isabelle (VF : Barbara Kelsch) (Sarah Conroy)

Clark se baigne calmement avec Lana quand une fille appelle au secours. Clark tente de la sauver mais elle est aspirée par le sol sans laisser une trace. Pete se brouille avec Clark et lui annonce qu'il a loupé un examen primordial. Chloé lui annonce qu'elle s'est débarrassée du mur des bizarreries pour faire des reportages plus sérieux. Clark rend visite à Lex mais celui-ci découvre son secret en brisant un katana sur lui et le prévient qu'il fera tout pour que le monde entier découvre son secret. En retournant à la ferme Clark retombe sur la jeune fille, elle dit s'appeler Sarah Conroy et lui demande de l'aide pour échapper au Voyageur, un monstre qui la poursuit sans répit. Elle est alors de nouveau aspirée sous terre et Clark tente de la sauver, encore en vain.
Clark se réveille soudain : ses parents lui annoncent qu'il a dormi pendant 36h. Il comprend alors que tout ceci n'était qu'un rêve, mais il découvre que ses nouveaux voisins s'appellent Conroy et qu'ils ont une fille. Clark décide de lui rendre visite avec Lana, et découvre que Sarah est dans le coma depuis six ans et qu'elle est gardée par son oncle car ses parents sont morts dans un accident de voiture. Très vite, Clark soupçonne son oncle d'être le Voyageur. Chloé et Clark enquêtent sur les Conroy et découvrent qu'ils étaient très riches; il semble aussi que Sarah aurait dû sortir du coma depuis longtemps.
- En VF Lex dit que son sabre vient du film La Forteresse cachée... Mais en VO, il cite plutôt Le Château de l'araignée.

### Épisode 5:Incontrôlable
- États-Unis : 29 octobre 2003
- France : 1er mai 2004 sur M6

- Michael McKean (VF : Richard Leblond) (Perry White)
- Lorena Gale (VF : Pascale Vital) (Dr Claire Foster)
- Camille Mitchell (Shérif Nancy Adams)

Clark découvre que ses capacités sont dérivées du soleil lorsqu'une augmentation des éruptions solaires accroit ou annihile successivement ses pouvoirs. Perry White, un journaliste prometteur, arrive à Smallville, à la recherche d'histoires pour une émission de nouvelles à sensation. Il se retrouve accidenté à cause de Clark, qui a justement perdu sa vitesse sur la route devant lui; il décide de passer l'éponge si Clark lui sert de guide à Smallville. Il tente d'interviewer Lana, ce qui la blesse profondément. 
- Lionel n'apparaît pas dans cet épisode.
- Michael McKean était apparu dans Lois & Clark.

### Épisode 6:La Fureur de vivre
- États-Unis : 5 novembre 2003
- France : 1er mai 2004 sur M6

Dexter, le grand-oncle de Lana, qui a été reconnu coupable du meurtre de sa femme Louise quarante-deux ans plus tôt, lui montre une photo d'un vagabond qu'il croit être le véritable meurtrier. Le vagabond ressemble étrangement à Clark, et il est possible qu'il s'agisse de Jor-El. L'enquête de Clark le mène à un médaillon kryptonien qui lui permet de voir des moments du passé, ainsi que l'homme que Jor-El a été lors de sa première venue sur Terre en 1961. Clark découvre que Jor-El (alors surnommé Jo) a eu une aventure avec Louise après l'avoir sauvée d'une agression commise par le grand-père de Lex. Jor-El avait été envoyé sur Terre par son père pour quelques jours mais Louise voulait partir avec lui, même en connaissant sa vraie nature. 
Bill Tade, encore shérif à cette époque, était fou amoureux de Louise. Il avait alors décidé de relâcher Luthor pour tuer Jor-El et inculper Dexter. Mais les balles avaient rebondi sur Jor-El et ricoché sur Louise, qui est décédée quelques minutes plus tard. Jo avait alors décidé de fuir Smallville, et était tombé sur Hiram Kent, le père de Jonathan. Hiram avait clairement vu qu'il n'était pas coupable et décidé de l'aider à s'enfuir. De retour dans le présent, Clark retrouve les vêtements de son père et se fait passer pour le fantôme de Jo au maire Tade pour qu'il avoue son crime à la police. Dexter est alors libéré.
De son côté, Lex se met à chercher la vérité sur ses grands-parents. Il découvre qu'il ne vient pas d'une famille écossaise et que ses grands-parents vivaient dans un quartier mal famé. Il apprend aussi qu'ils sont morts dans un incendie; en enquêtant, il découvre qu'ils ont été assassinés dans une explosion. Il veut retrouver à tout prix le coupable, mais son père a l'air plutôt réticent à cette idée.

### Épisode 7:L’Aimant humain
- États-Unis : 12 novembre 2003
- France : 8 mai 2004 sur M6

Kevin Zegers (VF : Benjamin Pascal) (Seth)
Lana et Chloé se promènent à la fête foraine quand elles rencontrent Seth, un élève du secondaire. Celui-ci, très amoureux de Lana, lui offre une boule souvenir pleine de kryptonite. Mais un autre client mécontent s'énerve et finit par lui fracasser la boule sur la tête. La kryptonite se retrouve alors dans son sang. Alors qu'il passe une IRM, un incident se produit : des éclairs entourent Seth et l'IRM tombe en panne. Après cet accident, Seth découvre qu'il peut contrôler les champs magnétiques. Lana lui rend visite et agit étrangement après que Seth l'ait touchée. Clark, qui assiste à la scène, soupçonne quelque chose. Ses soupçons sont confirmés quand il découvre que Lana se met à sortir avec Seth alors qu'elle n'était pas intéressée. Seth montre ses pouvoirs à Lana, qui est touchée par sa franchise. Clark, qui suivait Lana, comprend que les pouvoirs de Seth lui permettent aussi de modifier les émotions des gens. 

### Épisode 8:Paranoïa
- États-Unis : 19 novembre 2003
- France : 8 mai 2004 sur M6

Patrick Bergin (VF : Hervé Bellon) (Morgan Edge)
Lex localise Morgan Edge qui a survécu à sa noyade dans les docks de Metropolis et découvre qu'il a eu recours à la chirurgie esthétique pour changer de visage. En échange de sa discrétion, Lex obtient les aveux de Morgan sur son rôle et celui de Lionel dans le meurtre de ses grands-parents : ce meurtre a permis à Lionel d’investir dans sa première startup en touchant l'assurance. Avant qu'il ne puisse remettre la cassette aux autorités, quelqu'un essaye de tuer Lex, qui se réfugie dans la grange de Clark et lui demande de l'aider. Cependant, Lex semble avoir perdu l'esprit et devient de plus en plus incontrôlable. Clark soupçonne qu'il est drogué et mène l'enquête. Lex est ensuite caché à l'écurie sous la surveillance de Lana, mais dans un accès de folie, il la pousse et elle se fait piétiner par un cheval, et il en profite pour s'enfuir. 

### Épisode 9:Électrochocs
- États-Unis : 14 janvier 2004
- France : 15 mai 2004 sur M6

- Ian Somerhalder (Adam Knight)
- Shawn Ashmore (Eric Summers)
- Jesse Metcalfe (Van Mcnulty)
- Jonathan Taylor Thomas (Ian Randall)
- Lorena Gale (Dr Claire Foster)

Lex est interné à l'asile par son père pour qu'il subisse un traitement qui le fera oublier le meurtre de ses grands-parents par son père. Clark rend visite à Lex et retrouve de vieux ennemis internés ici : Ian Randall, Eric Summers et Van McNulty. Lex dit à Clark qu'il connait son secret et tente de le convaincre de l'aider à s'échapper mais lorsque celui-ci refuse, il tente alors de fuir par lui-même ; il est cependant arrêté par les hommes de son père. À la suite de cette tentative, Lionel décide de lui faire subir une thérapie aux électrochocs pour effacer sa mémoire. De son côté, Lana réapprend à marcher petit à petit et elle rencontre un garçon nommé Adam. Ian, Eric et Van mettent en place un plan pour voler les pouvoirs de Clark et s'évader. Van parvient à récupérer de la kryptonite mais il est aussitôt trahi par les deux Ian qui le tuent.
- Le jeune homme que rencontre Lana, Adam, a le même interprète français que Whitney, à savoir Jérôme Pauwels. Les autres acteurs invités récupèrent les mêmes voix françaises que pour leurs apparitions précédentes.
- Cet épisode marque le retour de deux kryptomonstres apparus dans les saisons précédentes : Ian Randall (qui peut se dédoubler) et Eric Summers (qui avait réussi à récupérer les pouvoirs de Clark).

### Épisode 10:Murmures
- États-Unis : 21 janvier 2004
- France : 15 mai 2004 sur M6

Alors que Clark cherche un cadeau pour l'anniversaire de sa mère, il est pris dans un braquage à main armée par deux hommes dans une bijouterie. Le plus jeune nommé Nathan émet un ultrason puissant qui neutralise tout le monde. Clark devient aveugle quand il se prend dans les yeux son rayon laser reflété par de la kryptonite verte. Alors que Clark essaie de surmonter son handicap en retournant au lycée, il se rend bientôt compte que son corps a développé une super ouïe pour compenser sa perte de vision. En entendant une conversation téléphonique, Clark découvre que Chloé enquête sur lui pour Lionel Luthor. Clark devenu très sensible au son ne peut pas supporter d'être au lycée et décide de retourner chez lui.
Lana apprend que Lex a couvert tous ses frais d'hospitalisation et passe le voir pour le remercier ; Il en profite pour lui poser des questions sur Adam et Lana lui dit que ce n'est qu'un ami. Chloé vient à la ferme s'excuser pour avoir enquêté sur Clark mais celui-ci n'arrive pas à lui pardonner. 
Clark et Pete se promènent dans les alentours de la ferme quand Nathan utilise son pouvoir pour enlever Pete. Il fait alors du chantage à sa mère, le juge Ross, afin qu'elle libère son partenaire. Avec l'aide de ses parents, Clark apprend à maitriser son nouveau pouvoir. Quand Jonathan et Clark passent en ville, Clark repère le bruit caractéristique du véhicule de Nathan et monte sur la remorqueuse du ravisseur. Arrivé à la planque, Clark tente de libérer Pete, mais Nathan lui attaque les yeux avec un chalumeau, ce qui lui permet de s'enfuir. En rouvrant les yeux, Clark découvre ensuite que sa vue est revenue, mais il voit encore flou et doit porter des lunettes. Chloé s'entretient avec Lionel Luthor et le menace, il lui prévient alors qu'elle prend beaucoup de risques…
- On remarque que Jonathan est très affaibli, une conséquence de son accord avec Jor-El.
- Clark obtient un nouveau pouvoir : une super-ouïe, qui lui permet d'entendre les bruits les plus infimes et/ou à très grande distance. En outre, lorsque sa vue revient, il doit porter des lunettes, clin d'œil à la mythologie Superman.
- Le shérif Adams affirme que Smallville a une population de 45 000 habitants.

### Épisode 11:Mes meilleurs ennemis
- États-Unis : 28 janvier 2004
- France : 22 mai 2004 sur M6

- Ian Somerhalder (Adam Knight)
- Missy Peregrym (VF : Barbara Beretta) (Molly Griggs)

À la suite de son licenciement du Daily Planet pour avoir trop enquêté sur Lionel Luthor, Chloé laisse un article à son ami reporter Max Taylor. Au même moment, au LuthorCorp Plaza, Lex croise Molly, une femme prétendant être technicienne informatique et vole le disque dur de l'ordinateur confisqué de Chloé par Lionel Luthor.
Chloé se rend au lycée de Smallville et retrouve les locaux de la Torche privés de leurs ordinateurs repris par LuthorCorp. Dépité, elle sort du lycée quand une voiture se dirige vers elle pour l'écraser ; elle s'en tire in extremis avec quelques bleus et découvre avec horreur que c'est Clark qui conduisait le véhicule, et celui-ci n'a aucun souvenir de ce qui s'est passé. 
Lex retourne au LuthorCorp Plaza où il apprend qu'il n'y a aucune Molly qui travaille là-bas. Clark enquête avec Chloé sur son trou de mémoire et découvre que tout a commencé quand il a ouvert un courriel provenant d'une adresse étrange : « Brainwave ». La même personne envoie ensuite le courriel Brainwave à Lana ; une fois hypnotisée elle se rue sur Chloé, la jette dans les escaliers puis la frappe violemment ; heureusement Adam arrive à stopper Lana d'une manière impressionnante. Après avoir repris ses esprits, Lana dit qu'elle ne se souvient plus de rien, et Clark et Chloé s'aperçoivent vite qu'elle a aussi reçu le courriel Brainwave. Adam parvient à retracer la source du courriel (et étonne ainsi son entourage de nouveau) qui n'est autre que le disque dur de Chloé. 
Clark, soupçonnant Lionel, demande son avis à Lex mais celui-ci à sa propre idée sur le coupable. Il s’agit en réalité du directeur de Summerholt, le docteur Garner, avec la complicité de Molly, qui cherche à empêcher la révélation d’un article gênant de Chloé est détenu Max, un journaliste du Daily Planet détient un article gênant sur SummerHolt (celui que Chloé a écrit). 
Clark montre une photo de Molly à Chloé qui la reconnait et se rappelle cet article ; elle appelle alors Max, mais celui-ci se fait tuer par sa secrétaire hypnotisée pendant le coup de fil. Clark part alors pour SummerHolt et menace le Docteur Garner ; il est jeté dehors, mais grâce à sa super-ouïe il entend où se trouve Molly. Il se rend sur place et la retrouve en compagnie de Lex qui a également retrouvé sa trace et la convainc qu'elle s'est fait manipuler par le Docteur Garner. Clark découvre avec horreur qu'elle a envoyé un courriel à sa mère Martha; il arrive à temps pour la stopper, ainsi que son père lui aussi hypnotisé.
- Lionel n'apparaît pas dans cet épisode.
- On apprend que Chloé est la cousine de Lois Lane.
- Le Dr Garner est celui qui avait retenu prisonnier Ryan dans le centre de recherche de SummerHolt lors de la l’épisode 8 de la saison 2.

### Épisode 12:L'Autre monde
- États-Unis : 4 février 2004
- France : 22 mai 2004 sur M6

Joseph Cross (VF : Taric Mehani) (Jordan Cross)

### Épisode 13:À Fond la caisse
- États-Unis : 11 février 2004
- France : 5 juin 2004 sur M6

- Camille Mitchell (Shérif Nancy Adams)
- Ian Somerhalder (Adam Knight)
- Françoise Yip (Dre Teng)
- Ryan Merriman (VF : Christophe Lemoine) (Dante)

- Lionel n'apparaît pas dans cet épisode.
- La trame de l'épisode n'est pas sans rappeler Fast and Furious.
- Erreur VF, Dante ne connait pas l'appellation "Kryptonite".

### Épisode 14:Âmes sœurs
- États-Unis : 18 février 2004
- France : 5 juin 2004 sur M6

- Sarah Carter (Alicia Baker)
- Ian Somerhalder (Adam Knight)
- Françoise Yip (Dre Teng)
- Lynda Boyd (Mme Baker)
- Paul Perri
- Camille Mitchell (shérif Nancy Adams)

### Épisode 15:Résurrection
- États-Unis : 25 février 2004
- France : 12 juin 2004 sur M6

Tahmoh Penikett (Vincent)

### Épisode 16:Futur antérieur
- États-Unis : 3 mars 2004
- France : 12 juin 2004 sur M6

Ian Somerhalder (Adam Knight)
Clark reçoit un appel paniqué de Lana et entend un coup de feu avant que la ligne ne coupe, mais quand il arrive au Talon, il découvre qu'elle est bien vivante. Clark, Chloé et Lana se rendent compte que l'appel téléphonique venait d'un jour dans l'avenir et qu'Adam est celui qui va tirer sur Lana. Lorsque Lex amène Clark au laboratoire LuthorCorp où Adam est maintenu, il trouve l'ensemble des collaborateurs tués et Adam manquant. Ce dernier se rend ensuite à la ferme des Kent, où Lana s'est réfugiée, et la force à le suivre. Il l'emmène au garde-meubles, où sont entreposées ses affaires dans le but de récupérer un sérum qui lui permet de rester en vie, mais il ne le retrouve pas. Lana réussit ensuite à s'enfuir, faisant ainsi converger le passé et le présent. Une fois que Clark l'a localisée, il les rejoint et pare la balle tirée par Adam, lui révélant sa vraie nature; Adam lui affirme alors que Lionel Luthor est toujours intéressé par le secret de Clark et qu'il ne s'arrêtera pas avant de l'avoir trouvé. Il décède ensuite.

### Épisode 17:Le Pacte
- États-Unis : 14 avril 2004
- France : 19 juin 2004 sur M6

Christopher Reeve (Dr Virgil Swann)

### Épisode 18:Le Prix de la vérité
- États-Unis : 21 avril 2004
- France : 19 juin 2004 sur M6

- Gillian Barber (Mme Taylor)
- Andrew Francis (William Taylor)
- Linden Banks (VF : Marc Alfos) (Jonah Doyle)

- Jonathan n'apparaît pas dans cet épisode
- On note une référence au film Pulp Fiction vers la fin de l'épisode.

### Épisode 19:La Mémoire dans la peau
- États-Unis : 28 avril 2004
- France : 26 juin 2004 sur M6

- Martin Cummins (Dr Lawrence Garner)
- Terence Stamp (Jor-El)
- Alisen Down (Lillian Luthor)
- Wayne Dalglish (VF : Kelyan Blanc) (Lex jeune)

### Épisode 20:Légende
- États-Unis : 5 mai 2004
- France : 3 juillet 2004 sur M6

- Teryl Rothery (Agent du Real Escate)
- Gordon Tootoosis (Joseph Willowbrook)
- Nathaniel Arcand (VF : Tanguy Goasdoué) (Jeremiah Holdsclaw)

- John Schneider, l'interprète de Jonathan Kent, réalise cet épisode.
- Clark apprend à la fin que d’après la prophétie, son pire ennemi sera soit Lex soit Lionel…

### Épisode 21:Le Chantage
- États-Unis : 12 mai 2004
- France : 10 juillet 2004 sur M6

- Neil Flynn (Pete Dinsmore)
- Gary Hudson (Agent Frank Loder)
- Amber Rothwell (VF : Adeline Chetail) (Emily Dinsmore)

### Épisode 22:Destinées
- États-Unis : 19 mai 2004
- France : 17 juillet 2004 sur M6

- Robert Wisden (Gabe Sullivan)
- Terence Stamp (Jor-El)
- Gary Hudson (Agent Frank Loder)
- Adrianne Palicki (VF : Caroline Lallau) (Kara-El)

- Pete n'apparaît pas dans cet épisode.
- Si Al Gough et Miles Millar savaient comment finirait la saison, c'est John Glover qui indirectement a fait penser à ce final inspiré du Parrain. En effet, c'est l'acteur lui-même qui a proposé qu'on lui rase la tête, étant donné qu'il allait rester en prison. Cela a immédiatement donné l'idée à Greg Beeman, le réalisateur de l'épisode, de réaliser ce montage en parallèle.
- Greg Beeman a aussi révélé que les scènes de l'aéroport et du tribunal devaient se tourner le même jour. Il a été alors très difficile à l'équipe de trouver ces 2 types de lieux proches l'un de l'autre. Les décorateurs ont dû donc transformer d'autres lieux. Ainsi, l'entrée de l'aéroport est en fait un hôtel, et les scènes censées se passer dans un tribunal ont été tournées dans une gare.
- Les scènes finales s'entrecroisent sur le Requiem de Mozart : Martha découvre un symbole kryptonien en feu dans son champ, Chloé entre dans une maison avec son père et au moment où elle referme la porte, la maison explose, Jonathan gît inconscient dans la grotte, Lex boit un verre et porte aussitôt la main à sa gorge, il tombe suffocant sur une table basse en verre. Un prisonnier tond la chevelure de Lionel, lorsqu'il a fini, Lionel se caresse le crâne et le remercie. Il jubile.